# Anomala capito
Anomala capito är en skalbaggsart som beskrevs av Ohaus 1897. Anomala capito ingår i släktet Anomala och familjen Rutelidae. Inga underarter finns listade i Catalogue of Life.